# 索河街道 (武汉市)
索河街道是中华人民共和国湖北省武汉市蔡甸区下辖的一个街道办事处。
2016年8月9日，湖北省民政厅批复同意撤销索河镇，设立索河街道办事处。

## 行政区划
索河街道下辖以下村级行政区划单位：
索河社区、新庄村、六神山村、松岭村、石山堡村、刘家咀村、龙霓山村、辜湾村、虎圻村、横岭村、嵩阳村、石港村、梅池村、龙潭村、索河村、金龙村、长河村、彭新村、石马村、延山村、官桥村、群益村、李集村、和平村、尹湾村、丁湾村和群生村。